# James Braid (golfer)

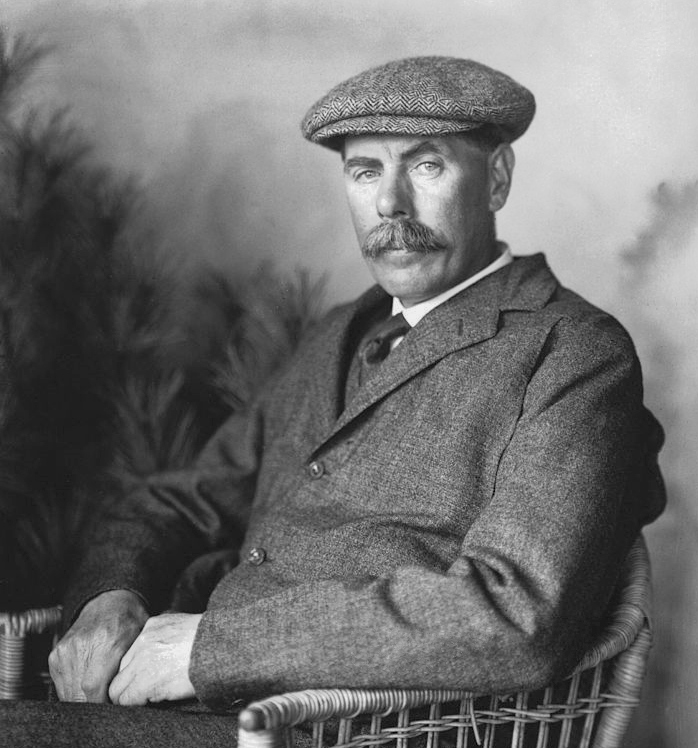
James Braid in 1904

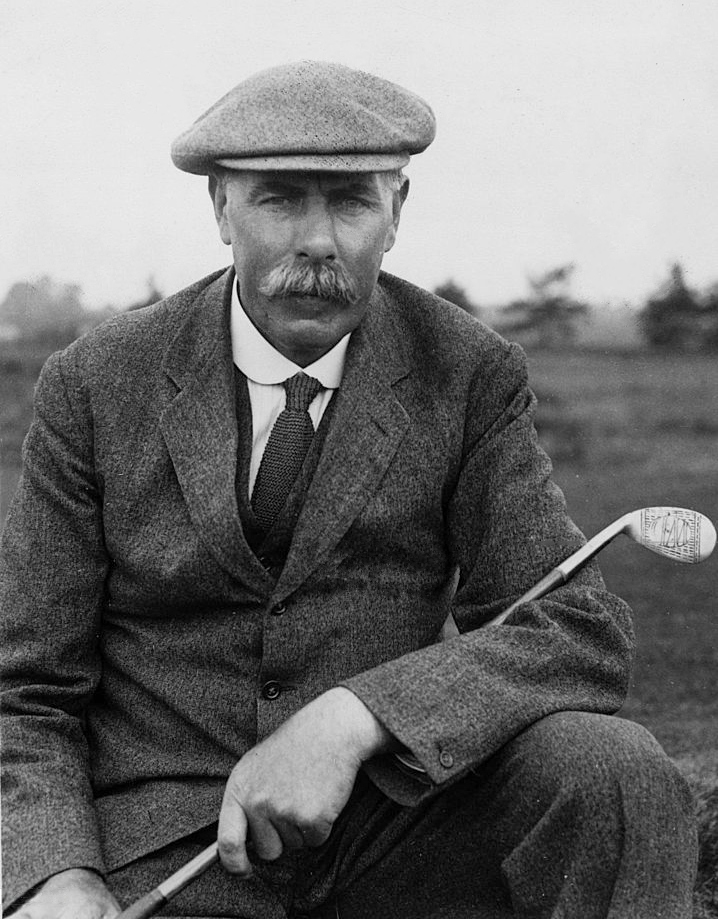
James Braid in 1927

James Braid (Earls-Ferry, Fife, 7 februari 1870 - 27 november 1950) was een golfprofessional uit Schotland; hij was vanaf 1912 pro op Walton Heath Golf Club.
Braid vormde met Harry Vardon en John Henry Taylor het Grote Triumviraat van Golf.

## Amateur
In 1894 speelde Braid voor de eerste keer mee in het Brits Open. Het jaar daarop mocht hij een demonstratiewedstrijd spelen tegen de winnaar, John Henry Taylor, en speelde gelijk.

## Professional
Nadat hij enkele jaren als clubmaker bij de 'Army & Navy Stores' in Londen had gewerkt werd Braid in 1896 pro op de Romford Golf Club, waar hij werkte totdat hij naar Walton Heath ging.
Zijn resultaten bij het Brits Open waren beroemd, hij won vijf keer, en eindigde vijftien keer in de top 5. Alleen Harry Vardon won het zes keer. In 1904 was hij de eerste speler die ooit een ronde onder 70 maakte tijdens het Open en in 1910 was hij de eerste speler ooit die onder de 300 scoorde op het Open.
Zijn matchplayoverwinningen bij de PGA zijn ook bekend, want in negen jaar won hij vier titels. John Henry Taylor won tweemaal en Harry Vardon één keer. Dai Rees was in 1950 de eerste speler die dit record verbrak, in 1967 werd dat geëvenaard door Peter Thomson.
In 1912 stopte Braid met competitief spelen en werd pro op de Walton Heath Golf Club, waar hij 45 jaar werkte. Hij begon ook banen te ontwerpen. Hij wordt wel de uitvinder van de 'dogleg' genoemd, een hole met een bocht, waarbij het erg belangrijk is om een goede afslag te hebben, omdat de speler anders niet goed door de bocht kan spelen. Hij heeft onder andere op Gleneagles de "King's Course" en de "Queen's Course" aangelegd en in 1926 de Carnoustie Golf Links aangepast voor het Brits Open.

### Gewonnen
- Brits Open in 1901, 1905, 1906, 1908 en 1910
- PGA Matchplay in 1903, 1905, 1907 en 1911
- French Open in 1910
- News of the World Match Play: 1903, 1905 en 1911
- Tooting Bec Cup: 1902, 1903, 1904, 1907

### Teams
- British vs. America Match: 1920

## Baanarchitect
Hij heeft onder meer de volgende banen ontworpen:
- Alloa Golf Club in Alloa
- Belleisle Golf Club in Alloway, Ayr
- Budock Vean Golf Club in Falmouth
- Kirriemuir Golf Club in Kirriemuir, Angus
- Kirkistown Castle Links in Cloughey, Co. Down, Noord-Ierland
- Ludlow Golf Club in Shropshire
- The Musselburgh Golf Club in Musselburgh, East Lothian
- Newton Green Golf Coub in Sudbury, Suffolk
- Perranporth Golf Club in Perranporth, Cornwall
- Saint Enodoc Golf Club in Wadebridge
- St Austell Golf Club in St Austell
- Stranraer Golf Club in Stranraer
- Tiverton Golf Club in Tiverton
- Verulam Golf Club in St. Albans, Hertfordshire
- Worsley Golf Club in Worsley, Greater Manchester

## Beat your Age
Briad speelde altijd een rondje op zijn verjaardag en heeft herhaaldelijk een score gemaakt die lager lag dan zijn leeftijd. Op zijn 78ste verjaardag maakte hij nog een ronde van 74.